# Südrhodesisches Pfund
Das Südrhodesische Pfund (engl. Southern Rhodesian Pound) war ab 1938 die Währung der britischen Kolonien Südrhodesien, Nordrhodesien und Njassaland. 1954 wurde es in Rhodesien-Njassaland-Pfund (engl. Rhodesian and Nyasaland Pound) bzw. Zentralafrikanisches Pfund (engl. Central African Pound) umbenannt und bildete unter diesem Namen die Währung der im Vorjahr gebildeten Föderation von Rhodesien und Njassaland.

## Geschichte
Bis 1938 war das britische Pfund Sterling die alleinige offizielle Währung der drei britischen Kolonien Südrhodesien, Nordrhodesien und Njassaland. 1938 wurde in Salisbury (heute Harare) das Southern Rhodesia Currency Board (Südrhodesisches Währungsamt) gegründet und mit der Ausgabe einer eigenen Währung, des Südrhodesischen Pfunds, betraut. Die Zuständigkeit des Währungsamts erstreckte sich durch entsprechende Abkommen auch auf Nordrhodesien und Njassaland, so dass die neue Währung auch dort gesetzliches Zahlungsmittel wurde. Am 12. März 1954 wurde das Währungsamt entsprechend den Bestimmungen des Coinage and Currency Act, 1954 eine föderale Institution der im Vorjahr gebildeten Föderation von Rhodesien und Njassaland, und der Name wurde in Central African Currency Board (Zentralafrikanisches Währungsamt) geändert. Ab dem 1. Januar 1955 war das britische Pfund Sterling auch kein gültiges Zahlungsmittel mehr in der Föderation von Rhodesien und Njassaland.

## Münzen
Ein Südrhodesisches Pfund entsprach 20 Shilling und 240 Pennies.

## Banknoten
Ab 1939 wurden Banknoten durch den Southern Rhodesia Currency Board herausgegeben – zunächst in den Denominationen 10 Shilling (10 /–), 1 Pfund und 5 Pfund. Später folgten 5-Shilling-Banknoten zwischen 1943 und 1948 sowie die 10-Pfund-Banknote im Jahr 1953. Im Jahr 1955 gab der Central Africa Currency Board Banknoten im Wert von 10 Shilling, 1 Pfund, 5 Pfund und 10 Pfund heraus.
| Pick Nr. | Bild        | Bild      | Denomination | Abmessungen | Beschreibung                    | Beschreibung  | Beschreibung      | Datum       | Datum             |
| Pick Nr. | Vorderseite | Rückseite | Denomination | Abmessungen | Vorderseite                     | Rückseite     | Wasserzeichen     | Druck       | Erstausgabe       |
| -------- | ----------- | --------- | ------------ | ----------- | ------------------------------- | ------------- | ----------------- | ----------- | ----------------- |
| 8a       |             |           | 5/–          | 112 × 68 mm | Georg VI.                       | 5/-           | kein              | 1943 – 1945 | 1. Januar 1943    |
| 8b       |             |           | 5/–          | 115 × 69 mm | Georg VI.                       | 5/-           | kein              | 1945 – 1952 | 1. Februar 1945   |
| 9        |             |           | 10/–         |             | Eastern Highlands und Georg VI. | Victoriafälle | Cecil John Rhodes | 1939 – 1952 | 15. Dezember 1939 |
| 10       |             |           | £1           |             | Georg VI.                       | Groß-Simbabwe | Cecil John Rhodes | 1939 – 1952 | 15. Dezember 1939 |
| 11       |             |           | £5           |             | Bergbau und Georg VI.           | Victoriafälle | Cecil John Rhodes | 1939 – 1952 | 15. Dezember 1939 |

| Pick Nr. | Bild        | Bild      | Denomination | Abmessungen | Beschreibung                        | Beschreibung  | Beschreibung      | Datum       | Datum            |
| Pick Nr. | Vorderseite | Rückseite | Denomination | Abmessungen | Vorderseite                         | Rückseite     | Wasserzeichen     | Druck       | Erstausgabe      |
| -------- | ----------- | --------- | ------------ | ----------- | ----------------------------------- | ------------- | ----------------- | ----------- | ---------------- |
| 12       |             |           | 10/–         | 132 × 75 mm | Eastern Highlands und Elizabeth II. | Victoriafälle | Cecil John Rhodes | 1952 – 1956 | 1. Dezember 1952 |
| 13       |             |           | £1           | 148 × 82 mm | Elizabeth II.                       | Groß-Simbabwe | Cecil John Rhodes | 1952 – 1956 | 1. Dezember 1952 |
| 14       |             |           | £5           | 160 × 88 mm | Bergbau und Elizabeth II.           | Victoriafälle | Cecil John Rhodes | 1953 – 1956 | 1. Januar 1953   |
| 15       |             |           | £10          | 168 × 94 mm | Löwe und Elizabeth II.              | Elefanten     | Cecil John Rhodes | 1953 – 1956 | 15. April 1953   |